# Hiroya Masuda
Pour les articles homonymes, voir Masuda (homonymie).
Hiroya Masuda (増田 寛也, Masuda Hiroya), né le 20 décembre 1951 à Tōkyō, est un homme politique japonais, proche du Parti libéral démocrate au pouvoir sans en être officiellement membre. Il est Ministre des Affaires intérieures et des Communications du Japon du 27 août 2007 au 24 septembre 2008.

## Formation et carrière professionnelle
Diplômé en droit de l'université de Tokyo, il suit une carrière de haut fonctionnaire dans des ministères (surtout le ministère de la Construction) ou auprès de collectivités territoriales, notamment dans les domaines des transports ou des infrastructures publiques.

## Carrière politique

### Le gouverneur d'Iwate et sa politique du «ne pas faire d'effort»
En 1995, il est élu gouverneur de la préfecture d'Iwate dans le nord-est de l'île de Honshū. Cette préfecture, fortement touchée par l'exode rural et la fermeture d'usines, était dans une situation économique plutôt inquiétante (les préfectures du nord d'Honshū, à savoir Iwate, Akita et Aomori, sont parmi les plus éprouvées par la récession économique qui frappe depuis les années 1990 les petites et moyennes entreprises et les classes moyennes japonaises). Hiroya Masuda s'est alors fait réélire en 2001 sur le principe suivant : « Je veux qu’ici les gens rentrent tôt à la maison, se promènent en famille et bavardent avec leurs voisins ! ». Il lance ainsi une vaste campagne de promotion à l'échelle du Japon vantant le style de vie d'Iwate et le présentant comme le modèle opposé à la frénésie et la fébrilité des villes et notamment de Tōkyō. Il met alors l'accent notamment sur le tourisme vert ainsi que sur le développement des énergies renouvelables : la plus grosse ferme éolienne du Japon s'y trouve tandis que l'accent a été mis sur la géothermie. Il a également mis en place, avec les gouverneurs des provinces voisines d'Akita et d'Aomori une taxe sur les déchets industriels. Cette politique a valu à la préfecture d'Iwate d'être citée en exemple par de nombreux partisans du mouvement Slow life.

### Un des «gouverneurs réformateurs»
Il apparaît alors comme l'un des leaders du groupe des « gouverneurs réformateurs », avec entre autres ses homologues Masayasu Kitagawa (préfecture de Mie), Yoshiko Shiotani (préfecture de Kumamoto), Akiko Domoto (préfecture de Chiba), Yoshihiro Katayama (préfecture de Tottori), Yasuo Tanaka (préfecture de Nagano) ou encore Shirō Asano (préfecture de Miyagi). Ce groupe de dirigeants locaux se font alors connaître pour leur soutien à la décentralisation, à une réforme importante des services publics (et notamment sur leur libéralisation voire leur privatisation) et à une communication plus transparente des collectivités. Pour eux, le changement en profondeur de la société japonaise prôné alors par Jun'ichirō Koizumi et la nouvelle génération de dirigeants du PLD, doit venir avant tout d'une initiative régionale et locale. Avec Kitagawa et Asano, entre autres, il fait ainsi partie du « Groupe de travail sur la décentralisation » fondé en 2002, et est d'ailleurs nommé vice-président de la Commission sur la réforme de la décentralisation en avril 2007, quelques mois avant son entrée au gouvernement. Il est également membre de la commission mise en place en avril 2006 par Jun'ichirō Koizumi afin de préparer le projet phare sur lequel il s'est fait réélire en 2005, à savoir la privatisation de la poste.

### Ministre des Affaires intérieures et des Communications
Il reste gouverneur jusqu'au 27 août 2007, date à laquelle il est nommé ministre des Affaires intérieures et des Communications par le Premier ministre Shinzō Abe. Il est reconduit au même poste par Yasuo Fukuda le 26 septembre 2007. Partisan d'un fort rééquilibrage entre les grandes villes côtières et les provinces rurales, il est également chargé de la Décentralisation, de la Revitalisation régionale, du Gouvernement régional et de la Privatisation de la Poste. Ce dernier dossier est actuellement mené à son terme, puisque la poste japonaise est passée dans le secteur privé depuis sa transformation le 1er octobre 2007 en la Japan Post Holdings.
Il est, après le remaniement du 1er août 2008, le seul membre du gouvernement japonais à n'être pas un élu de la Diète, le parlement japonais.
À la suite de la démission du gouvernement Fukuda et de l'élection de Tarō Asō comme Premier ministre, il n'est pas reconduit à son poste. L'ancien ministre de la justice Kunio Hatoyama lui a alors succédé.